# Autunite
L'autunite (simbolo IMA Aut) è un minerale molto comune appartenente al gruppo dell'autunite e alla classe minerale dei "fosfati, arseniati e vanadati" con la composizione chimica Ca(UO2)2(PO4)2·10-12H2O; da un punto di vista chimico è un fosfato di uranile del calcio. Strutturalmente, l'autunite appartiene al gruppo delle miche di uranio.

## Etimologia e storia
L'autunite è stata trovata per la prima volta in un giacimento noto dal 1800 vicino alla città di Autun, nel comune francese di Saint-Symphorien-de-Marmagne. Il minerale fu descritto scientificamente nel 1852 dai due cristallografi e mineralogisti inglesi Henry James Brooke (1771-1857) e William Hallowes Miller (1801-1880), che le diedero il nome della località tipo.
Già nel 1823, il minerale fu analizzato da Jöns Jacob Berzelius e chiamato uranite. Tuttavia, questa designazione è fuorviante, poiché nel corso della scoperta di varie miche di uranio, a diversi minerali è stato assegnato questo sinonimo, come l'uraninite (chiamata anche pechblenda). Già nel 1789, Martin Heinrich Klaproth fu in grado di isolare l'elemento uranio da questo minerale, che inizialmente chiamò anche uranite. Altri minerali con il sinonimo uranite includono la torbernite (anche cuprouranite), l'uranocircite (anche uranite di bario) e la zeunerite (anche arsenuranite di rame).
Secondo Brooke e Miller, tuttavia, l'autunite è anche chiamata "euchloro-malachite piramidale" e tra gli agricoltori della zona intorno ad Autun il minerale era chiamato "Arbre d'or" (= albero d'oro) a causa delle fessure rocciose simili ad alberi in cui è stato trovato.
Il campione tipo dell'autunite è conservato nel Museo nazionale di storia naturale di Francia (Parigi) con il numero di collezione H6307.

## Classificazione
La classica 9ª edizione della classificazione dei minerali secondo Strunz, che è stata aggiornata l'ultima volta dall'Associazione Mineralogica Internazionale (IMA) nel 2009, elenca l'autunite nella classe "8. Fosfati, arseniati, vanadati" e da lì nella sottoclasse "8.E Fosfati e arseniati di uranile"; questa è ulteriormente suddivisa in base al rapporto tra il complesso di ossido di uranio (UO2) e il complesso fosfato, arseniato o vanadato (RO4), in modo che il minerale possa essere trovato nella suddivisione "8.EB UO2:RO4 = 1:1" in base alla sua composizione, dove prende anche il nome dal "gruppo dell'autunite" con il sistema nº 8.EB.05 che forma insieme a heinrichite, metarauchite, kahlerite, kirchheimerite, nováčekite-I, nováčekite-II, saléeite, torbernite, uranocircite-I, uranospinite, xiangjiangite e zeunerite.
Tale classificazione viene mantenuta invariata anche nell'edizione successiva, proseguita dal database "mindat.org" e chiamata Classificazione Strunz-mindat, nella quale i membri del sistema 8.EB.05 variano leggermente: rauchite, uranocircite, uranospinite, zeunerite, metarauchite, heinrichite, kahlerite, idronováčekite, torbernite, nováčekite, saléeite e xiangjiangite.
Nella Sistematica dei lapis (Lapis-Systematik) di Stefan Weiß l'autunite è elencata nella classe dei "fosfati/arseniati di uranile e vanadati di uranile con [UO2]2+–[PO4]/[AsO4]3− e [UO2]2+–[V2O8]6−, con isotipo vanadato (serie della sincosite)", dove il minerale forma il "gruppo dell'autunite" con il sistema nº VII/E.01 insieme a fritzscheite, heinrichite, kahlerite, nováčekite, rauchite, sabugalite, saléeite, torbernite, trögerite, uranocircite, uranospinite e zeunerite, (e con l'ormai screditata natroautunite).
La classificazione dei minerali Dana, che viene utilizzata principalmente nel mondo anglosassone, classifica anche l'autunite nella classe dei "fosfati, arseniati e vanadati" e lì nella sottoclasse dei "fosfati idrati, ecc.". Anche in questo caso prende il nome di "gruppo dell'autunite" con il sistema nº 40.02a.01 e gli altri membri: meta-autunite, pseudoautunite (screditata) e metanatroautunite all'interno della suddivisione di "fosfati acquosi ecc., con A2+(B2+)2(XO4) • x(H2O), con (UO2)2+".

## Abito cristallino
In pubblicazioni obsolete viene scritto che l'autunite cristallizza nel sistema tetragonale nel gruppo spaziale I4/mmm (gruppo nº 139) con i parametri del reticolo a = 7,01 Å e c = 20,74 Å così come due unità di formula per cella unitaria.
Tuttavia, a causa del fatto che l'autunite perde la sua acqua cristallina molto rapidamente e si disidrata in meta-autunite, l'esatta struttura cristallina non ha potuto essere chiarita per molto tempo. Nel 2003, Locock e Burns sono stati in grado di sintetizzare singoli cristalli di autunite mediante cristallizzazione di gel, che potrebbero essere utilizzati per l'analisi della struttura di un singolo cristallo. L'autunite completamente idratata, che non ha ancora perso la sua acqua cristallina, cristallizza quindi nel sistema ortorombico nel gruppo spaziale Pnma (gruppo nº 62) con i parametri reticolari a = 14,0135(6) Å, b = 20,7121(8) Å e c = 6,9959(3) Å oltre a quattro unità di formula per cella unitaria.
La struttura cristallina dell'autunite dà il nome al gruppo strutturale dei tipi di strato di autunite, che comprende circa 40 minerali di fosfato uranilico e uranil-arsenato, tutti portatori del "motivo" strutturale [(UO2)(XO4)]--(con X = P o As). Questo motivo strutturale è caratterizzato dal fatto che le unità uraniliche sono coordinate in modo quadrato-bipiramidali (= ottaedriche), e nel piano equatoriale trasportano gli atomi di ossigeno del gruppo tetraedrico fosfato o arsenato.
Nel caso dell'autunite, gli strati di fosfato uranilico sono tenuti insieme da ioni Ca2+, che coordinano le unità ottaedriche di uranile attraverso gli atomi di uranile-ossigeno, collegando così due strati opposti. Gli ioni Ca2+ sono ulteriormente circondati da sette molecole d'acqua, quindi il loro numero di coordinazione è N = 9. Inoltre, le molecole di acqua cristallina si trovano tra gli strati di fosfato di uranile, che sono tenuti insieme da legami idrogeno.
Tuttavia, gli atomi di calcio sono occupati solo per l'86% nella struttura cristallina, il che significa che c'è un deficit di carica che è compensato dagli ioni ossonio (H3O+) nel reticolo cristallino, simile a quello che si presume sia il caso del minerale chernikovite. Questi ioni ossonio potrebbero, ad esempio, formarsi sulle molecole d'acqua cristallina libere nel reticolo cristallino; tuttavia, la rilevazione strutturale di questi ioni ossonio non è possibile in questo caso mediante l'analisi della struttura a cristallo singolo, che si basa sulla diffrazione di un fascio di raggi X sul guscio elettronico degli atomi da studiare. La presenza dell'atomo di uranio molto ricco di elettroni (formalmente 86 elettroni per l'U(VI)) accanto ad atomi di idrogeno (un elettrone) o ioni H+ (= protoni, cioè nessun elettrone) rende molto problematica la localizzazione dei singoli atomi di idrogeno e una localizzazione dei protoni è praticamente impossibile. Lo studio dell'autunite in esperimenti di diffrazione di neutroni potrebbe essere utile per chiarire, ma non sono disponibili dati.
Locock e Burns affermano nel loro studio che la rapida disidratazione dell'autunite in meta-autunite porta a un collasso della rete e quindi a una più forte interazione degli ioni Ca2+ con la rete del fosfato uranilico.

## Modificazioni e varietà
La forte tendenza dell'autunite a disidratarsi è nota da molto tempo, e gli esemplari che si trovano nei musei possono essere classificati come meta-autunite praticamente senza eccezioni. Locock e Burns affermano che l'autunite non è stabile all'aria e si disidrata in pochi minuti.
Nel 1960, Makarov e Ivanov erano già in grado di chiarire la struttura cristallina della meta-autunite. Le loro indagini dimostrano che la formula molecolare per la meta-autunite Ca[(UO2)(PO4)]2 • 6H2O. La soluzione strutturale è stata realizzata nel primitivo gruppo spaziale tetragonale P4/nmm (gruppo nº 129) con i parametri del reticolo a = 6,96 ± 0,01 Å e c = 8,40 ± 0,02 Å, così come una unità di formula per cella unitaria. Makarov e Ivanov hanno anche scoperto che la struttura della meta-autunite è costituita da strati di fosfato di uranile, che sono legati da ioni Ca2+. Tuttavia, a differenza dell'autunite, non c'è acqua cristallina nella struttura cristallina. L'ambiente di coordinazione della rete del fosfato di uranile è lo stesso, ma gli ioni calcio sono collegati tra loro da atomi di ossigeno attribuiti alle molecole d'acqua. Da un punto di vista cristallografico va anche notato che gli atomi di calcio sono occupati solo al 50%, mentre gli atomi di ossigeno delle molecole d'acqua solo al 75%. Secondo uno studio di Ross del 1963, tuttavia, questa struttura non è completamente corretta per quanto riguarda gli atomi di calcio e le molecole d'acqua. Ciò deriva dalla determinazione del gruppo spaziale errato, che secondo Ross P4222 (gruppo nº 93).
Ross descrive anche lo studio di cristalli meta-autunite più chiari e più scuri con l'ipotesi che gli atomi di U4+ si trovino nella struttura cristallina. Questa ipotesi è stata postulata anche da Makarov e Ivanov, ma non ha potuto essere confermata. Ross ipotizza che i cristalli di meta-autunite di colore più scuro siano causati da uraninite finemente dispersa (UO2).
Le analisi termogravimetriche e termiche differenziali mostrano anche che l'autunite può disidratarsi ulteriormente a temperature più elevate. A 61 °C, ad esempio, la termogravimetria mostra la comparsa di uno stato di idratazione corrispondente a tre molecole di acqua cristallina (Ca[(UO2)(PO4)]2 • 3H2O).

## Proprietà
Il minerale è classificato come altamente radioattivo a causa del suo contenuto di uranio. Tenendo conto delle proporzioni degli elementi radioattivi nella formula molecolare idealizzata e dei successivi decadimenti della serie di decadimento naturale, viene data un'attività specifica di circa 86 kBq/g per il minerale (per confronto, il potassio naturale possiede un'attività specifica di 0,0312 kBq/g). Il valore citato può variare in modo significativo a seconda del contenuto minerale e della composizione degli stadi, ed è anche possibile l'arricchimento selettivo o l'arricchimento dei prodotti di decadimento radioattivo che modificano l'attività.

## Caratteri fisico-chimici
Sotto la luce ultravioletta (lampada di Wood), l'autunite mostra una forte fluorescenza verde-giallastra. È fortemente radioattiva ed è solubile in acido nitrico; sottoposta al cannello a soffiatura colora la fiamma di rosso arancio.

## Origine e giacitura
La genesi è secondaria, come le altre miche di uranio di cui fa parte, fosfati e arseniati vari di uranio; deriva infatti da minerali primari ricchi di uranio in condizioni di ossidazione, siti in vene idrotermali. La paragenesi è con meta-autunite, torbernite, fosfuranilite, saléeite, uranofane, uranofane-beta, sabugalite.
Come formazione minerale comune, autunite può essere trovato in molti siti. In tutto il mondo, finora sono stati documentati oltre 1300 siti per autunite (alla data gennaio 2023). Questo rende l'autunite il minerale di fosfato di uranile più comune e ampiamente utilizzato.
Oltre alla sua località tipo Autun in Borgogna, in territorio francese il minerale è stato trovato anche in Nuova Aquitania, Alsazia, Alvernia-Rodano-Alpi, Bretagna, Lorena, Occitania, Pays de la Loire e Provenza-Alpi-Costa Azzurra.
In Italia l'autinite è stata rinvenuta in Val d'Aosta (Ghiacciaio della Brenva, Entrèves), in Calabria (Longobucco, Spezzano della Sila, Delianuova), in Piemonte (Campiglia Cervo, Rosazza, Bagnolo Piemonte, Baceno e nel comune di Roccaforte Mondovì, località Lurisia Terme, dove fu studiata da Marie Curie, solo per citarne alcuni), Sardegna (Assemini e Capoterra) e Lombardia (Valgoglio - miniera di Novazza, Colico, Piateda e Boarezzo).
In Germania, l'autunite è stato finora utilizzato in diverse località della Foresta Nera nel Baden-Württemberg, sull'Hartkoppe vicino a Sailauf nello Spessart, vicino a Schwandorf e in diverse località dei Fichtelgebirge, nella Foresta bavarese e dell'Alto Palatinato in Baviera, nei Monti Metalliferi e nel Vogtland in Sassonia, nonché vicino a Wurzbach e all'ex cumulo di scorie vicino a Ronneburg in Turingia. Cristalli insolitamente grandi con un diametro fino a 3 cm sono stati trovati principalmente dalle aree di Johanngeorgenstadt e Schneeberg.
In Austria, il minerale è stato finora trovato sul lago di Millstatt e vicino a Villaco in Carinzia; nella valle di Rauris e sul Mitterberg nelle Alpi di Berchtesgaden a Salisburgo, nonché nelle Alpi di Fischbach e nel Koralpe in Stiria.
In Svizzera, l'autunite è stata finora scoperta solo in un sito nel comune di Sementina, nel Canton Ticino.
Altre località sono sparse in tutto il mondo.

## Forma in cui si presenta in natura
L'autunite di solito sviluppa cristalli tabulari, a sezione quadrata o più raramente ottagonale, geminati su {110} fino a circa due centimetri di dimensione, nonché aggregati frondosi o squamosi di colore giallastro, giallo-verde o verde brillante. Il colore della sua linea è piuttosto giallo pallido. I cristalli da trasparenti a traslucidi mostrano una lucentezza simile al vetro sulle superfici intatte, ma una brillantezza più simile a una perla sulle superfici divise.